# Fender Swinger
Fender Swinger eller Fender Music Lander eller Fender Arrower er en elektrisk guitar, som blev introduceret på markedet af guitarproducenten Fender i 1969. Modellen gik hurtigt ud af produktion, og det anslås, at der alene er produceret 250-300 eksemplarer af modellen. 
Fender Swinger var et forsøg fra fabrikkens side på at nedbringe varelagre ved at anvende ubrugte dele fra de dårligt sælgende modeller Fender Bass V, Fender Musicmaster og Fender Custom (også kendt som Fender Maverick). Swingeren blev markedsført som en billig begyndermodel, men blev aldrig seriøst markedsført, hvilket resulterede i en lav popularitet.
I offentlige fremtrædender er den blevet benyttet af Tina Weymouth fra Talking Heads og kan ses i filmen Stop making sense.
Fender Swinger er med tiden blevet et samlerobjekt. 
Da Swingeren blev bygget af overskydende dele, kan de enkelte komponenter være ældre end selve guitaren. 